# Jacob Gude
Jacob Gude (født 3. juni 1754 i København, død 10. oktober 1810 sammesteds) var en dansk embedsmand, søn af hofproviantforvalter Niels Gude (der ikke hørte til den adelige slægt Gude) og Christine Due. Han var bedstefar til Ludvig Gude.
Gude blev 1769 student, tog 1773 juridisk eksamen, indtrådte 1774 ved bekendtskab med Bolle Willum Luxdorph i danske kancelli som volontær og udnævntes allerede 1776 til kancellisekretær, væsentlig af hensyn til, at udfærdigelsen af de mange indfødsbreve i henhold til den nylig emanerede lov om indfødsretten blev overdraget ham.
1783 blev han sekretær ved generalkirkeinspektionskollegiet, ved hvis ophævelse han 1792 ansattes som sekretær i Collegium de cursu Evangelii promovendo og inspektør ved Waisenhuset; 1798 fik han titel af kancelliråd og 1809 af justitsråd. Han blev gift 13. juli 1785 med Helene Marie York (død 1828).
Gude var en flersidig dannet mand med mange interesser; især fængslede historien ham, og det var vistnok hans lyst til også at bidrage sit til at bevare erindringen om begivenheder og personer fra hans tid, der bevægede ham til i sine sidste år at nedskrive sine oplevelser, af hvilke de interessanteste partier senere er trykte.
De giver gode bidrag til skildringen af Struensees periode og til bedømmelsen af flere fremragende personer fra Christian VII's tid. Som embedsmand var han utrættelig og samvittighedsfuld og omfattede med største kærlighed Waisenhuset, hvis rettigheder han ved forskellige lejligheder uforsagt vidste at hævde.